# Федулічев Павло Онисимович
Павло Онисимович Федулічев (Федуличев) (нар. 15 квітня 1936, Вологодська область, Російська Федерація) — радянський партійний діяч, 2-й секретар Кримського обласного комітету КПУ.

## Біографія
Закінчив Ризьке авіаційне училище, Київський інститут цивільної авіації, Академію суспільних наук при ЦК КПРС у Москві. Після закінчення авіаційного училища працював фахівцем з радіолокаційної посадки літаків в Сімферопольському аеропорту. Обирався секретарем комітету комсомолу Сімферопольського аеропорту.
Член КПРС з 1959 року.
У 1960—1962 роках — 1-й секретар Сімферопольського міського комітету комсомолу (ЛКСМУ).
З 1962 року — заступник начальника Сімферопольського аеропорту. Потім на партійній та радянській роботі: 1-й секретар Київського районного комітету КПУ міста Сімферополя; завідувач відділу адміністративних органів Кримського обласного комітету КПУ. 
До липня 1987 року — інспектор відділу організаційно-партійної роботи ЦК КПУ.
З 8 липня 1987 до 27 грудня 1988 року — 1-й заступник голови виконавчого комітету Кримської обласної ради народних депутатів.
14 грудня 1988 — 27 жовтня 1990 року — 2-й секретар Кримського обласного комітету КПУ. Відповідав за роботу фінансово-економічного, курортно-оздоровчого комплексів Кримської області, координував діяльність правоохоронних органів, транспортних, торгових організацій, підбір і навчання кадрів.
До виходу на пенсію останні дев'ять років працював директором навчального центру, заступником директора служби зайнятості Автономної Республіки Крим. Очолював комісію при Раді міністрів Криму з видачі кредитів для створення додаткових робочих місць. Трудовий стаж —47 років, у тому числі 31 рік в Криму.

## Звання
- полковник військово-повітряних сил

## Нагороди
- орден Трудового Червоного Прапора
- орден «Знак Пошани»
- медалі
- заслужений працівник народної освіти України (1996)